# Список жертв зґвалтувань із стародавньої історії та міфології
Зґвалтування є поширеною темою в історії та міфології. Список видатних осіб, які зазнали насильства, з історії та міфології охоплює:

## Давня і ранньосередньовічна історія
- Дві дочки Боудіки, зґвалтовані римськими солдатами.
- Рогніда Полоцька або Горислава; за Суздальським літописом 1128 р., зґвалтована Володимиром, зведеним братом її нареченого Ярополка I Київського, в присутності її батьків (Х ст.).[1]
- Рабиня в розповіді Ібн Фадлана про скандинавський похорон (прибл. 922 р.), групово зґвалтована та вбита під час похоронного ритуалу руського вождя.
- Лі Цзу'е, китайська імператриця з Північної Ці, зґвалтована своїм зятем У Чен-ді і завагітніла донькою.
- Артемізія Джентілескі (1593 — бл. 1656), італійська художниця епохи бароко.
- Ксенія Борисівна (донька царя Бориса I), московська княгиня, насильно взята в наложниці Лжедмитрієм I.
- Кажуть, що Періандр, тиран Коринфа, зазнав зґвалтування через обман від своєї матері.

## Міфологія

### Грецька міфологія

#### Жінки
- Алкіппа, дочка Ареса, — зґвалтована Галіррофієм, сином Посейдона.
- Алкмена — зґвалтована Зевсом в образі свого чоловіка Амфітріона, в результаті чого народила Геракла.
- Апемосіна — зґвалтована Гермесом, після того, як послизнулася на вичинених шкурах, які він поклав на її шляху.
- Аталанта — піддана накаду, її намагалися зґвалтувати кентаври Рок і Гілай, але вона вбила їх своїм луком.
- Авга — зґвалтована Гераклом.
- Авра — зґвалтована Діонісом, коли була нетверезою.
- Каллісто — зґвалтована Зевсом в образі Артеміди або Аполлона, в результаті чого народила Аркаса.
- Кассандра — зґвалтована Аяксом Молодшим під час розграбування Трої.
- Хіона — зґвалтована Гермесом уві сні.
- Кассіопея — зґвалтована Зевсом в образі свого чоловіка Фойника.
- Халкіопа — викрадена і зґвалтована Гераклом, який планував напад на Кос вночі, вбивши її батька Евріпіла, бо він її хотів.
- Даная — зґвалтована Зевсом у вигляді золотого дощу, в результаті чого народила Персея.
- Деметра — за аркадським міфом, Деметру переслідував її молодший брат Посейдон, і вона перетворилася на кобилицю, щоб втекти від нього. Однак Посейдон перетворився на коня і, загнавши Деметру в кут, зґвалтував сестру, внаслідок чого вона народила Деспойну, таємничу богиню, і Аріона, божественного коня.
- Дріопа — зґвалтована Аполлоном у вигляді змії (неофіційна версія).
- Європа — викрадена Зевсом у вигляді білого бика, потім зґвалтована, в результаті чого народила Міноса.
- Галія — родосська жінка, зґвалтована власними синами.
- Апемосіна — зґвалтована Гермесом, а згодом вбита власним розлюченим братом, який вирішив, що вона бреше про те, що її розбестив бог, і забив її ногами до смерті.
- Гарпаліка — зґвалтована власним батьком Клименом.
- Гера — зґвалтована своїм братом (а згодом чоловіком) Зевсом.
- Іо — переслідувана і врешті-решт зґвалтована Зевсом, перетворена на телицю.
- Леда — зґвалтована Зевсом у вигляді лебедя[2], в результаті чого народила Єлену Троянську та Полідея (Поллукса).
- Ліріопа — зґвалтована річковим богом Цефісом, в результаті чого народила Нарциса.
- Медуза — у пізніших версіях зґвалтована Посейдоном у храмі Афіни, за що вона покарала її зміями на голові та знерухомлюбючим поглядом.
- Метіда — переслідувана і врешті зґвалтована своїм двоюрідним братом (а згодом чоловіком) Зевсом, в результаті чого народила Афіну.
- Немезида — зґвалтована Зевсом, її першим двоюрідним братом, який невпинно переслідував її, змінюючи безліч форм. У деяких версіях Немезида є матір'ю Єлени Троянської.
- Нікея — зґвалтована Діонісом, коли була непритомна.
- Персефона — зґвалтована своїм дядьком Аїдом, а в орфічній традиції — її батьком Зевсом, перевдягненим у змію або самого Аїда. В результаті народила Загрея і Меліною.
- Філомела — зґвалтована своїм зятем Тереєм.
- Прокріда — зґвалтована Міносом.
- Рея — зґвалтована своїм сином Зевсом.
- Тіро — зґвалтована Посейдоном в образі свого коханого, річкового бога Еніпея.

#### Чоловіки
- Кеней — в деяких версіях, зґвалтований Посейдоном, будучи ще жінкою.
- Хрисип з Еліди — зґвалтований фівським царем Лаєм, батьком Едіпа від Епікасти.
- Дафніс, син Гермеса, — зґвалтований Ехенаїсом за допомогою вина.
- Ганімед — зґвалтований Зевсом.
- Гермафродит — зґвалтований (і пізніше злитий з) німфою Салмакіс.
- Гіл — зґвалтований наядами.
- Лірк, син Форонея, — зґвалтований Гемітеєю за допомогою алкоголю.
- Одіссей — за деякими версіями зґвалтований Каліпсо на острові Огігія під час його семирічного перебування.

- Адоніс — за деякими версіями, зґвалтований Афродітою.
- Беллерофонт — зґвалтований (і пізніше звинувачений у тому ж) Стенебеєю.
- Кефал — зґвалтований Еос.
- Кінір — зґвалтований своєю донькою Міррою через обман і алкоголь.
- Ендіміон — зґвалтований Селеною, коли спав.
- Сілен — зґвалтований циклопом Поліфемом.

### Єврейська Біблія
- Діна — зґвалтована ханаанським князем і відомщена своїми братами.
- Лот — зґвалтований своїми дочками під дією алкоголю, Буття 19:30-38.
- Тамар — зґвалтована своїм зведеним братом Амноном і відомщена своїм братом Авесаломом.
- Сусанна — єврейська дружина, яка приймала приватну ванну, коли двоє чоловіків підглядали за нею і намагалися змусити її вступити з ними в сексуальні стосунки, висуваючи проти неї неправдиві звинувачення.

### Скандинавська міфологія
- Рінд — зґвалтована Одіном у версії Саксона Граматика про народження месника Бальдра.

### Римська міфологія
- Лукреція — зґвалтована принцом Секстом Тарквінієм.[3]
- Сабінянки — зґвалтовані засновниками Риму.
- Рея Сільвія — зґвалтована Марсом.
- Медуза — зґвалтований Нептуном у храмі Мінерви, як це відбувається у версії Овідія.
- Ларунда — зґвалтований Меркурієм, коли він супроводжував її до підземного світу.
- Кеней — раніше відомий як Кеніс, зґвалтований Нептуном у версії Овідія.
- Ендіміон — зґвалтований Селеною, коли спав.

### Лицарі Круглого столу
- Ланцелот — Елейна з Корбеніків видавала себе за Гвіневру, щоб його обманом зґвалтувати.
- Іґрейна — Утер Пендрагон видавав себе за її чоловіка, герцога Горлуа Корнуольського, щоб її обманом зґвалтувати, що призвело до народження короля Артура.

### Єврейська міфологія
- Адам — зґвалтований Ліліт, щоб створити Ліліум.